# Tipula (Eremotipula) baumanni
Tipula (Eremotipula) baumanni is een tweevleugelige uit de familie langpootmuggen (Tipulidae). De soort komt voor in het Nearctisch gebied.